# Stenandrium hatschbachii
Stenandrium hatschbachii är en akantusväxtart som beskrevs av D.C. Wasshausen. Stenandrium hatschbachii ingår i släktet Stenandrium och familjen akantusväxter. Inga underarter finns listade i Catalogue of Life.